# Adolph Menzel
Adolph Friedrich Erdmann von Menzel (født 8. december 1815 i Breslau, død 9. februar 1905 i Berlin) var en tysk kunstmaler, tegner og illustrator.
Først blev Menzel uddannet litograf hos sin far og illustrerede mange bøger, bl.a. Frederik den Stores historie (1841). Som 25-årige begyndte han som kunstmaler og var selvlært. Han kastede sig særligt over de for samtiden så populære historiske motiver, bl.a. Frederik den Store og panoramabilleder over Berlin. Kongehuset opdagede ham, og han blev udnævnt til kongelig maler. Han kom til at stå som en af det 19. århundredes mest betydningsfulde tyske malere indenfor realismen,
Nogle af hans værker er repræsenteret i Kobberstiksamlingen i København, mens andre er at finde i Alte Nationalgalerie i Berlin.